# Ägyptisches Pfund
Das ägyptische Pfund ist die Währung von Ägypten. Ein Pfund ist in 100 Piaster und 1000 Millièmes unterteilt. Der ISO-4217-Code ist EGP.
Der arabische Name ist Guinee (arabisch جنيه dschunaih, DMG ǧunayh; auf Ägyptisch-Arabisch ginēh ausgesprochen). Die gebräuchliche Abkürzung des ägyptischen Pfunds in lateinischer Schrift ist LE (auch ägypt £ und E£), nach dem französischen Namen livre égyptienne.

## Verbreitung
Das ägyptische Pfund ist offizielles Zahlungsmittel in Ägypten. Darüber hinaus wird es auch als inoffizielle Währung im Gazastreifen parallel zum dort offiziell gültigen israelischen Schekel verwendet.

## Bargeld

### Münzen
Kursmünzen gibt es in Stückelungen zu 5, 10, 20 und 50 Piaster sowie seit dem Jahr 2006 auch zu 25 Piaster und 1 Pfund. Die 1-Pfund-Münze erinnert dabei vom Aufbau an die 2-Euro-Münze und hat das Motiv von Tutanchamun. Auf der 50-Piaster-Münze ist Kleopatra abgebildet. Die ältere Version der 25-Piaster-Münze ist eine Lochmünze. Die technischen Parameter der 1-Pfund-Münze (mit dem Kurswert von etwa 2 Euro-Cent) bieten eine Verwechslungsmöglichkeit mit der 2-Euro-Münze.
Die 1-, 2-, 5- und 10-Millièmes- sowie die 1- und 2-Piaster-Münzen sind nicht mehr gültig.

### Banknoten
Banknoten gibt es in Stückelungen zu 5, 10, 25 und 50 Piaster sowie zu 1, 5, 10, 20, 50, 100 und 200 Pfund.
Da in Ägypten Geld entweder als einfach zusammengefaltetes Bündel, oft mit Geldklammer, oder in Portemonnaies ohne Münzfach transportiert wird, spielen im alltäglichen Zahlungsverkehr Münzen keine Rolle, es kursieren praktisch nur Banknoten. Des Weiteren herrscht eine Knappheit an Banknoten der kleineren Werte unter 20 Pfund.

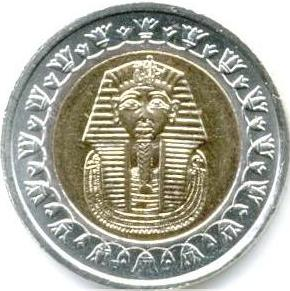
1-Pfund-Münze
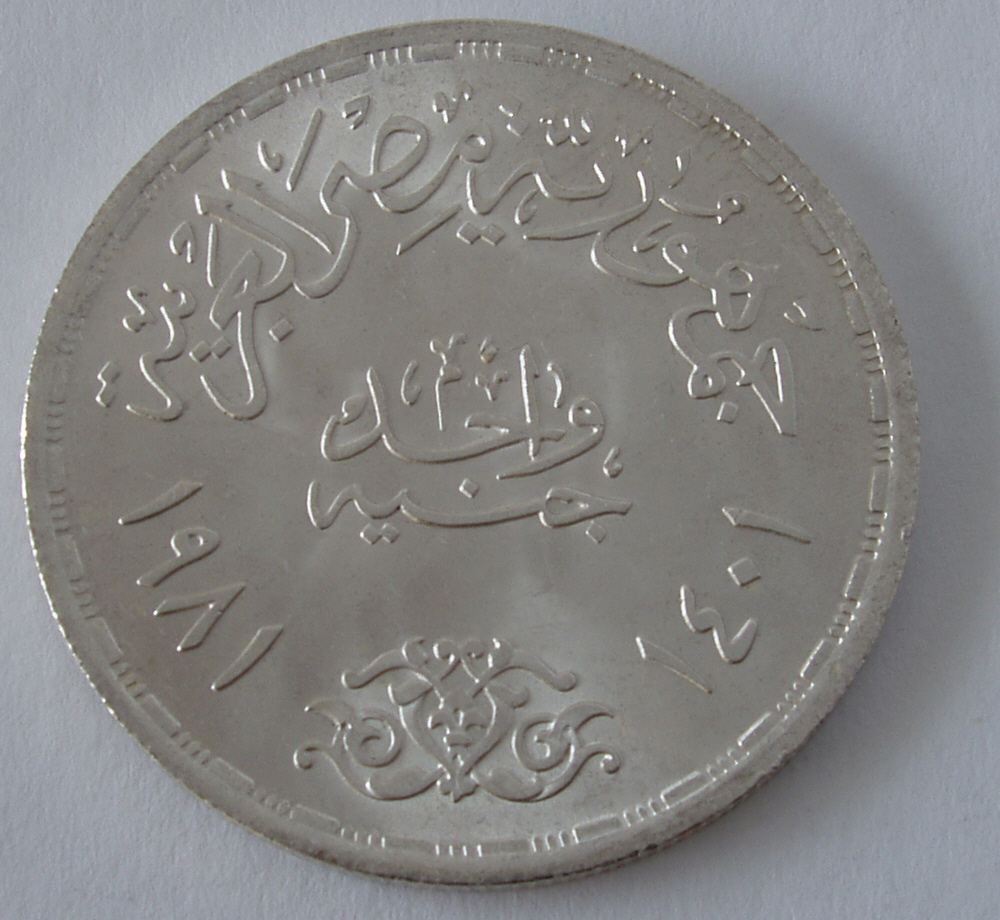
Silberne 1-Pfund-Sondermünze
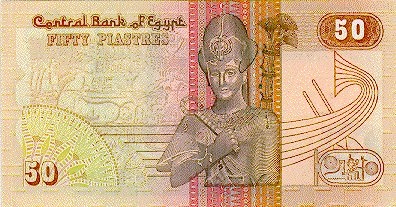
50-Piaster-Banknote
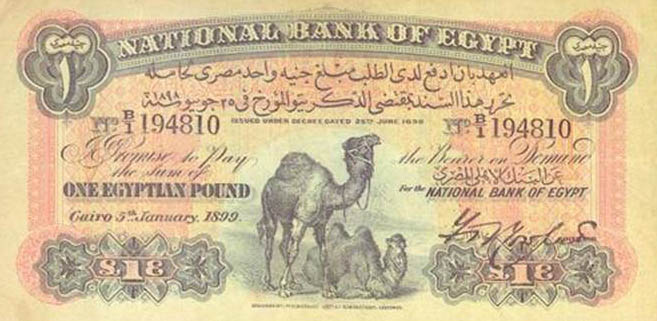
1-Pfund-Banknote (Jahr 1899)
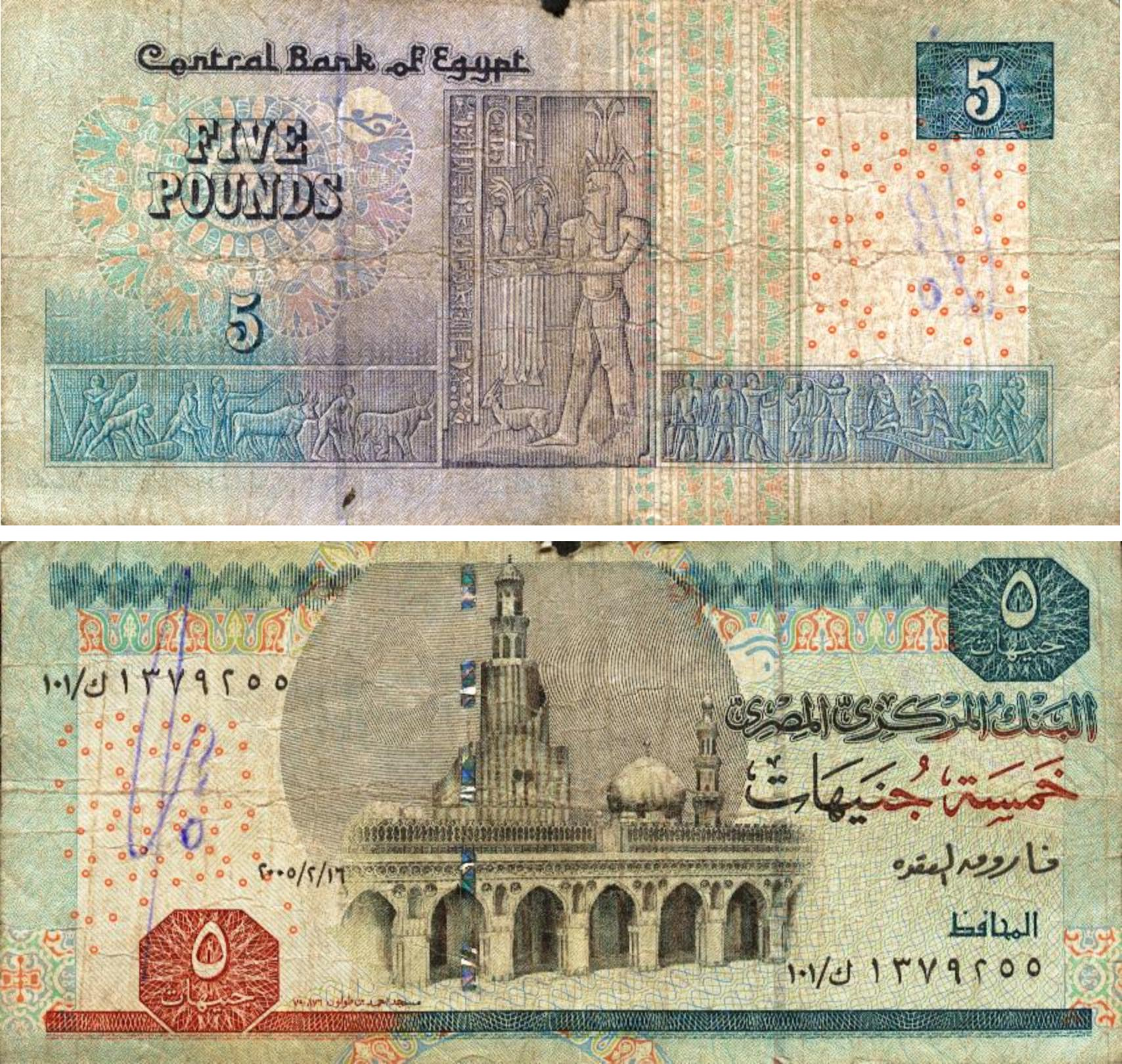
5-Pfund-Banknote
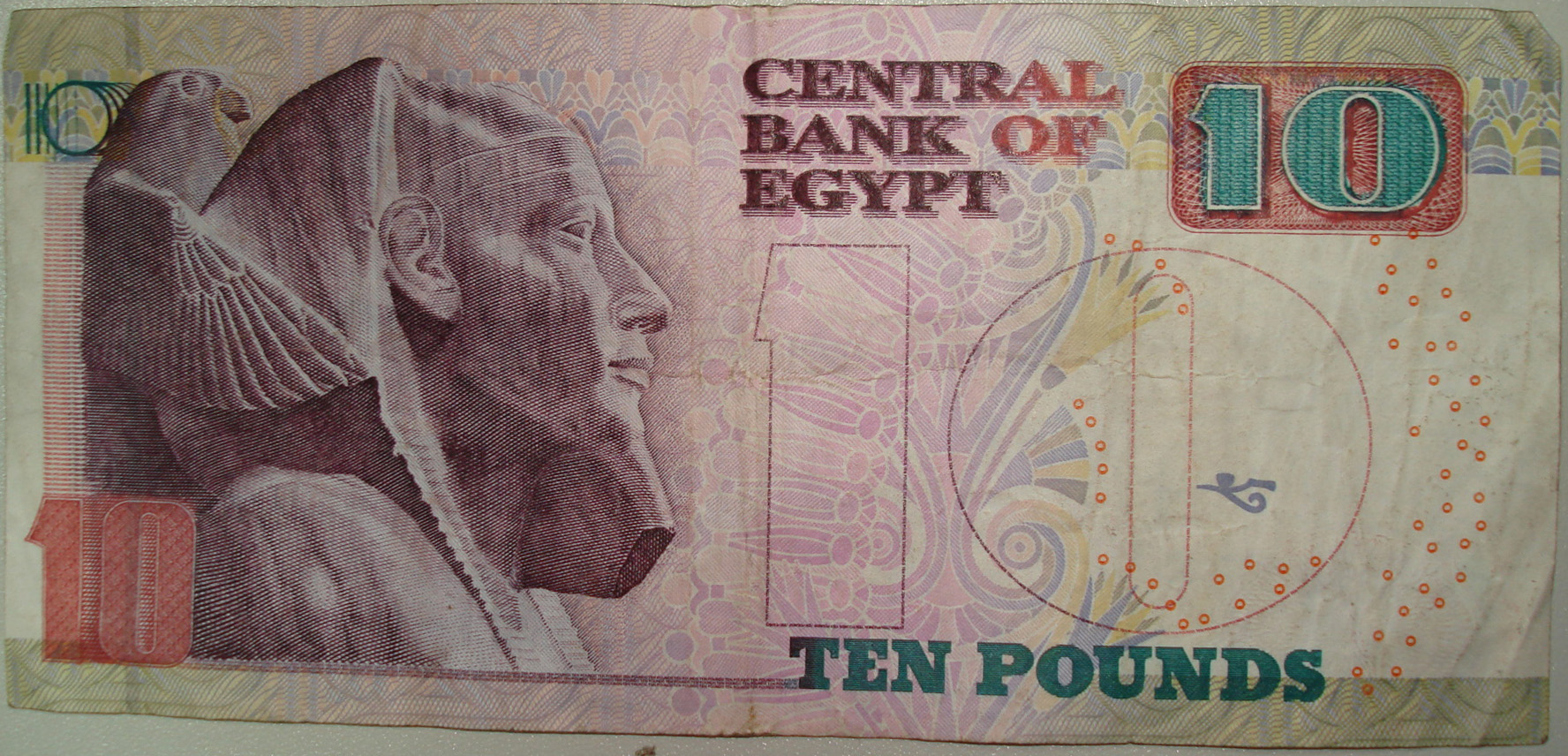
10-Pfund-Banknote
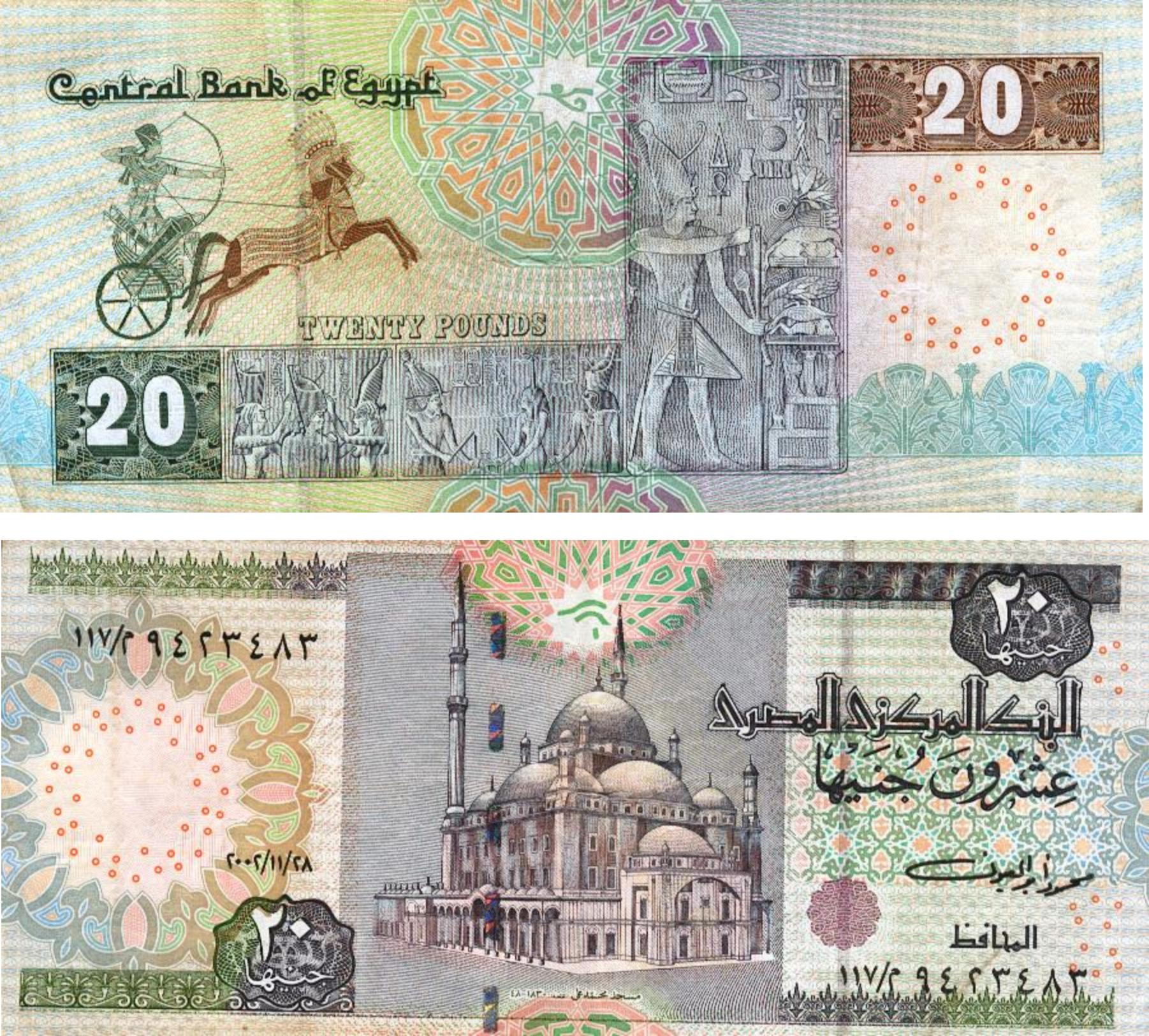
20-Pfund-Banknote
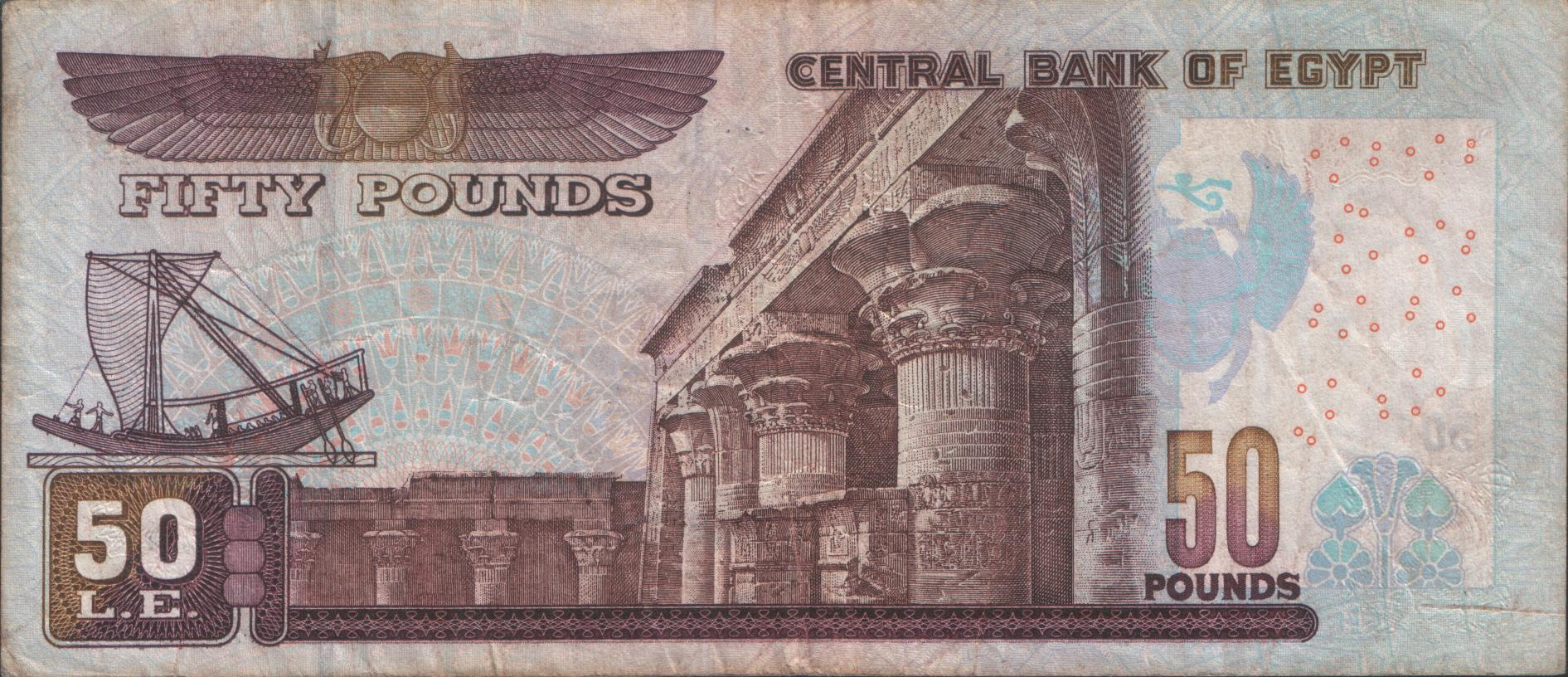
50-Pfund-Banknote